# 圖里斯克
51°5′18″N 24°31′28″E / 51.08833°N 24.52444°E

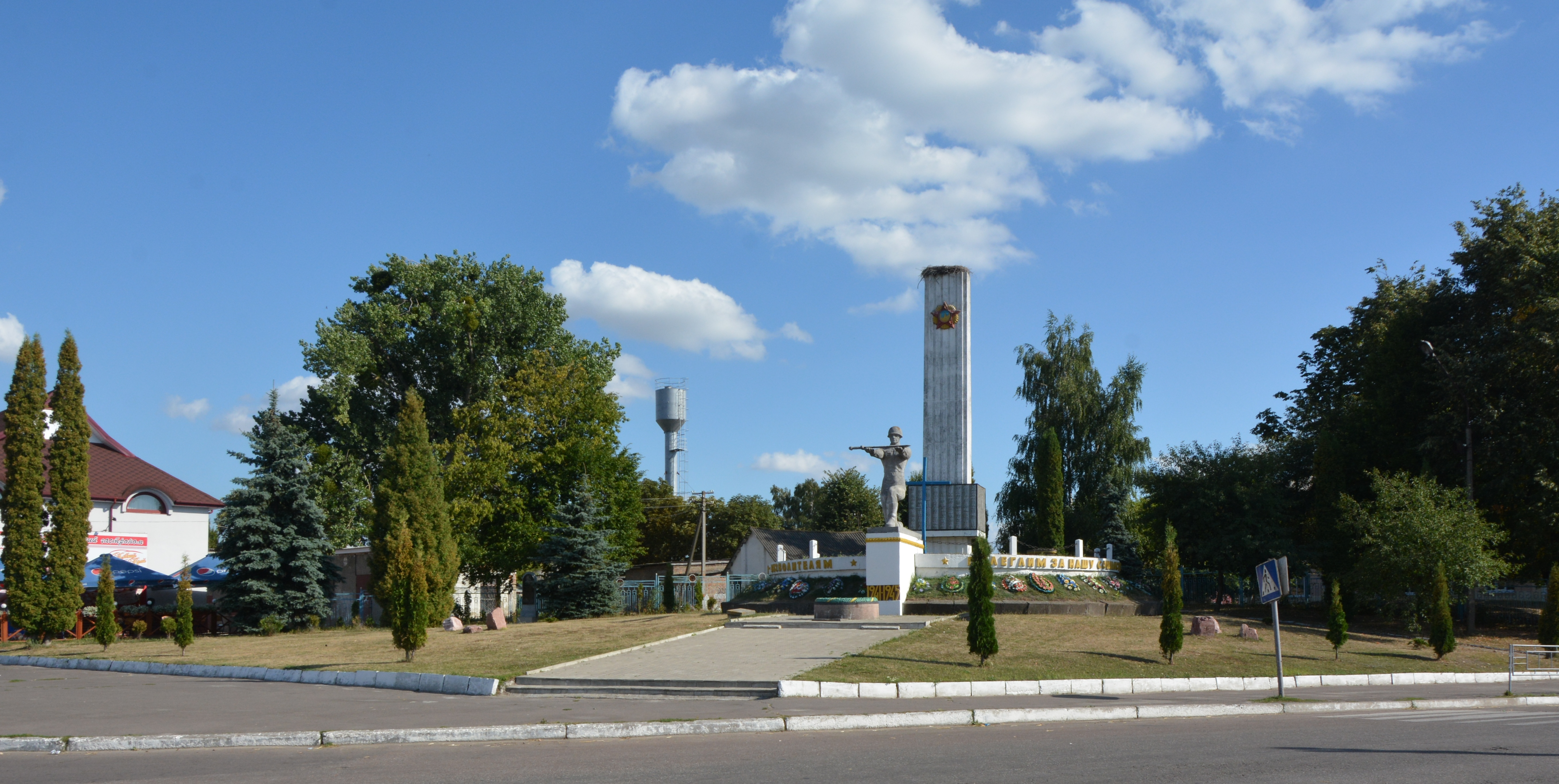
苏联烈士墓

圖里斯克是烏克蘭西北部沃倫州科韋利區圖里斯克市鎮内的市級鎮及其行政中心。該鎮處於圖里亞河畔，面積8.74平方公里，海拔高度180米，2024年人口5,400，人口密度每平方公里652人。